# Посёлок Коровинского спиртзавода
Коровинского спиртзавода — посёлок Грязновского сельского поселения Михайловского района Рязанской области России.

## Общие сведения

### География
Посёлок расположен примерно в 20 км к юго-востоку от Михайлова близ автомобильной дороги Р22 Каспий.

### Транспорт и связь
По автомобильной дороге «Каспий» имеется регулярное автобусное сообщение 2 раза в неделю.
Посёлок обслуживает сельское отделение почтовой связи Совхоз им. Ильича (индекс 391734).

### Население
| 2010 |
| ---- |
| 265  |

### Климат
Климат умеренно континентальный, характеризующийся тёплым, но неустойчивым летом, умеренно суровой и снежной зимой. Ветровой режим формируется под влиянием циркуляционных факторов климата и физико-географических особенностей местности. Атмосферные осадки определяются главным образом циклонической деятельностью и в течение года распределяются неравномерно.
Согласно статистике ближайшего крупного населённого пункта — г. Рязани, средняя температура января −7.0 °C (днём) / −13.7 °C (ночью), июля +24.2 °C (днём) / +13.9 °C (ночью).
Осадков около 553 мм в год, максимум летом.
Вегетационный период около 180 дней.

## История
Коровинский винокуренный завод был построен князем Л. Н. Гагариным на территории своей владельческой усадьбы в 1895 г.
В 1957 году на картах впервые был обозначен посёлок Коровинского спиртзавода.